# Porch
«Porch» es la octava canción del álbum debut de Pearl Jam, Ten. La canción fue escrita por Eddie Vedder. Fue ejecutada en el Saturday Night Live en abril de 1992 en apoyo al lanzamiento del álbum.

## Significado de la letra
Cuando Vedder introdujo la canción en un concierto realizado en Seattle el 23 de agosto de 1991 dijo: "Esta canción es acerca de que, si ustedes aman a alguien, díganselo". Trata sobre el caos que se vive después de la ruptura de una pareja y de los sentimientos de vacío y de extrañar al ser amado.
Mucho se ha especulado también si la letra no hace referencia a la organización Pro-choice, ya que el título "Porch" parece que hace alusión al nombre de dicha organización.

## Ejecuciones memorables
La canción ofrece un interludio instrumental que es alargado cuando el grupo la toca en vivo. Durante los primeros años de la banda, Eddie Vedder aprovechaba este tiempo para escalar los andamios del escenario o para arrojarse al público. Cuando el grupo ejecutó la canción en el Festival Pinkpop de 1992, Vedder saltó hacia el público desde la grúa de una cámara de televisión.
Cuando "Porch" fue cantada en el MTV Unplugged en 1992, Vedder usó el interludio instrumental para escribir en su brazo "PRO-CHOICE" con un marcador.